# Grottino

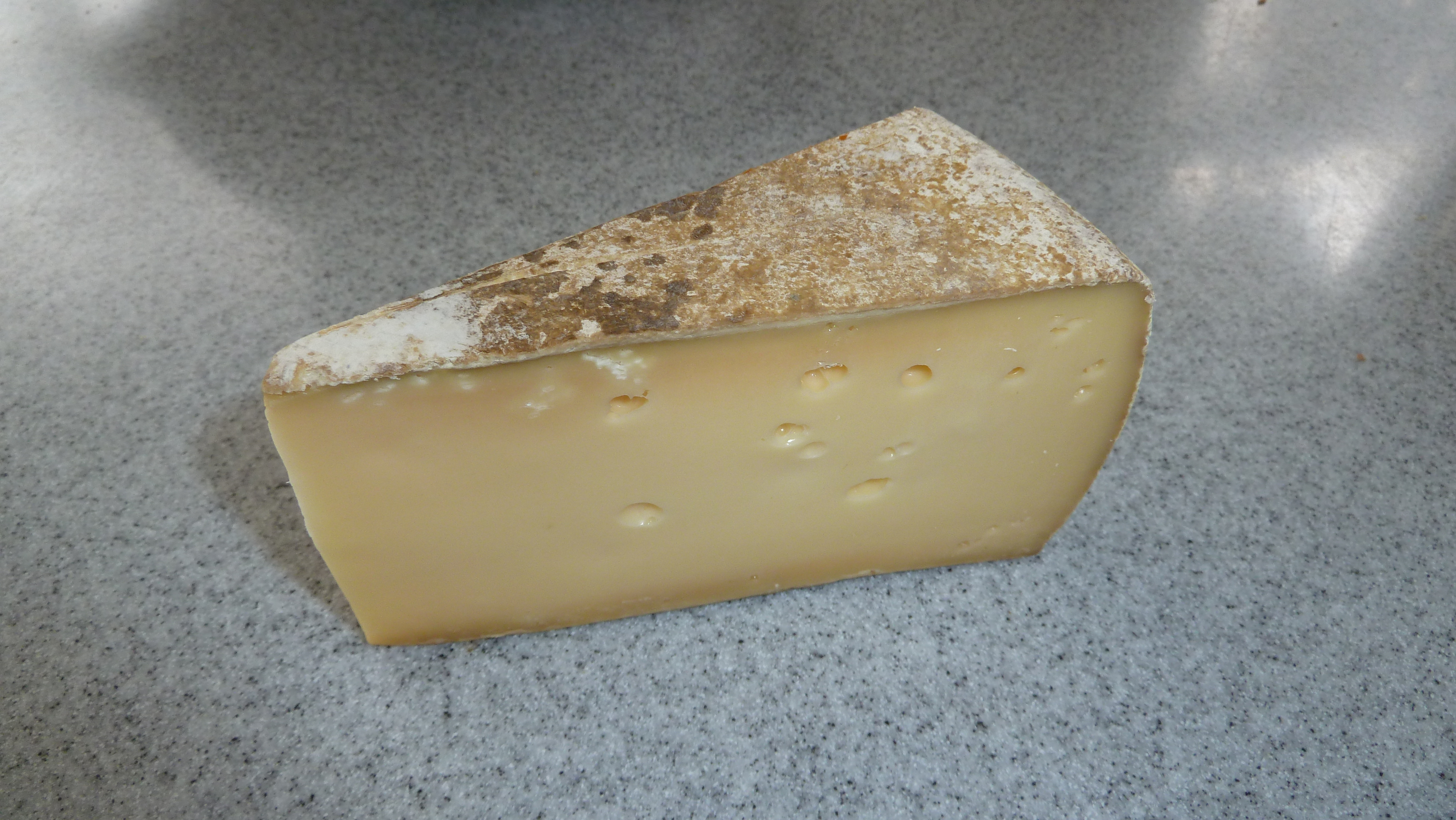
Grottino

Grottino (Grottenkäse) ist ein naturgereifter elfenbeinfarbiger Bergkäse (Halbhartkäse) mit spärlicher Lochung aus Kuhmilch (44–47 % Fett in der Trockenmasse) aus dem Bündnerland in der Schweiz. Er hat eine grau-weisse Rinde, wird mit einer Weissschimmelkultur gepflegt und hat einen würzigen, zart-mürben und angenehm mild-säuerlichen Geschmack.